# 西拉多巴
西拉多巴（研发代号：AY-27,110）是一种含氮有机化合物，化学式C21H26N2O4，化学结构与多巴胺相似，能作为多巴胺激动剂。曾被研究作为抗帕金森病的药物，但由于动物实验中存在癌变风险而停用。